# Korission-See
Der Korission-See (griechisch λίμνη  Κορισσίων „See von Korissia“, englisch Lake Korission), auch als Korission-Lagune bekannt, ist eine Lagune im Südwesten der Insel Korfu. Er ist ein nationales Naturschutzgebiet, das sowohl aufgrund seines ästhetischen Wertes als auch wegen seiner biologischen und ökonomischen Bedeutung unter Schutz steht. Als größtes Feuchtgebiet der Insel ist es vor allem für die Bewahrung der Vogelfauna von besonderer Bedeutung.

## Geschichte
Die Lagune entstand unter der Herrschaft der Venezianer auf Korfu. Diese ließen einen Kanal graben, um das damals zunehmend versumpfende Gebiet zu entwässern. Die Entstehung der Lagune sollte auch die Fischzucht ermöglichen. Sie ist unter dem Namen Limnothalassa Korission (Kerkyra) (λιμνοθάλασσα Κορισσίων (Κέρκυρα)) als Natura 2000 Schutzgebiet ausgewiesen.

## Geografie
Die Lagune ist durch einen schmalen Landstreifen vom Meer getrennt und liegt unterhalb der Orte Vraganiotika und Linia, die östlich des Korission-Sees auf einer Hügelkette erbaut sind. Der Korission-See ist etwa 5 km lang. Die Strände Halikounas und Issos sind in Laufweite des Lagunensees.

## Flora und Fauna
Im Naturschutzgebiet um den Korission-See, das insgesamt etwa 6000 Hektar umfasst, findet sich neben einer Dünenlandschaft, deren Dünen teilweise höher als 15 Meter sind, mit der entsprechenden Besiedlung auch ein Zedernwald. Weiterhin findet man Schilfgebiete, Tamarisken, weiße Lilien und 14 verschiedene Orchideenarten als nennenswerte Pflanzen des Naturschutzgebietes. Das Gebiet ist ein Anziehungspunkt für unterschiedliche Schmetterlingsarten und Vögel, wie Kormorane, Silberreiher, Flamingos, Pfeifenten und andere Entenarten. Darüber hinaus finden sich auch Griechische Landschildkröten, Europäische Sumpfschildkröten, Bachschildkröten, Zebrakärpflinge und Valenciakärpflinge.